# Red Bulls de New York
Maillots
Actualités
Dernière mise à jour : 22 décembre 2023.
Les Red Bulls de New York  sont un club franchisé de football (soccer) basé à East Rutherford dans le New Jersey, et évoluant en Major League Soccer. L'équipe joue ses matches dans sa nouvelle enceinte, le Red Bull Arena situé à Harrison, New Jersey. Le siège du club se situe à Secaucus, New Jersey.
Le club est un membre fondateur de la Major League Soccer (MLS) mais a changé de noms à plusieurs reprises. Le nom original était MetroStars de New York/New Jersey jusqu'à 1997. De 1998 à 2006, le nom de l'équipe était MetroStars. À la fin de cette période, le club fut racheté par le groupe Red Bull qui changea le nom de la franchise en Red Bulls de New York.

## Histoire

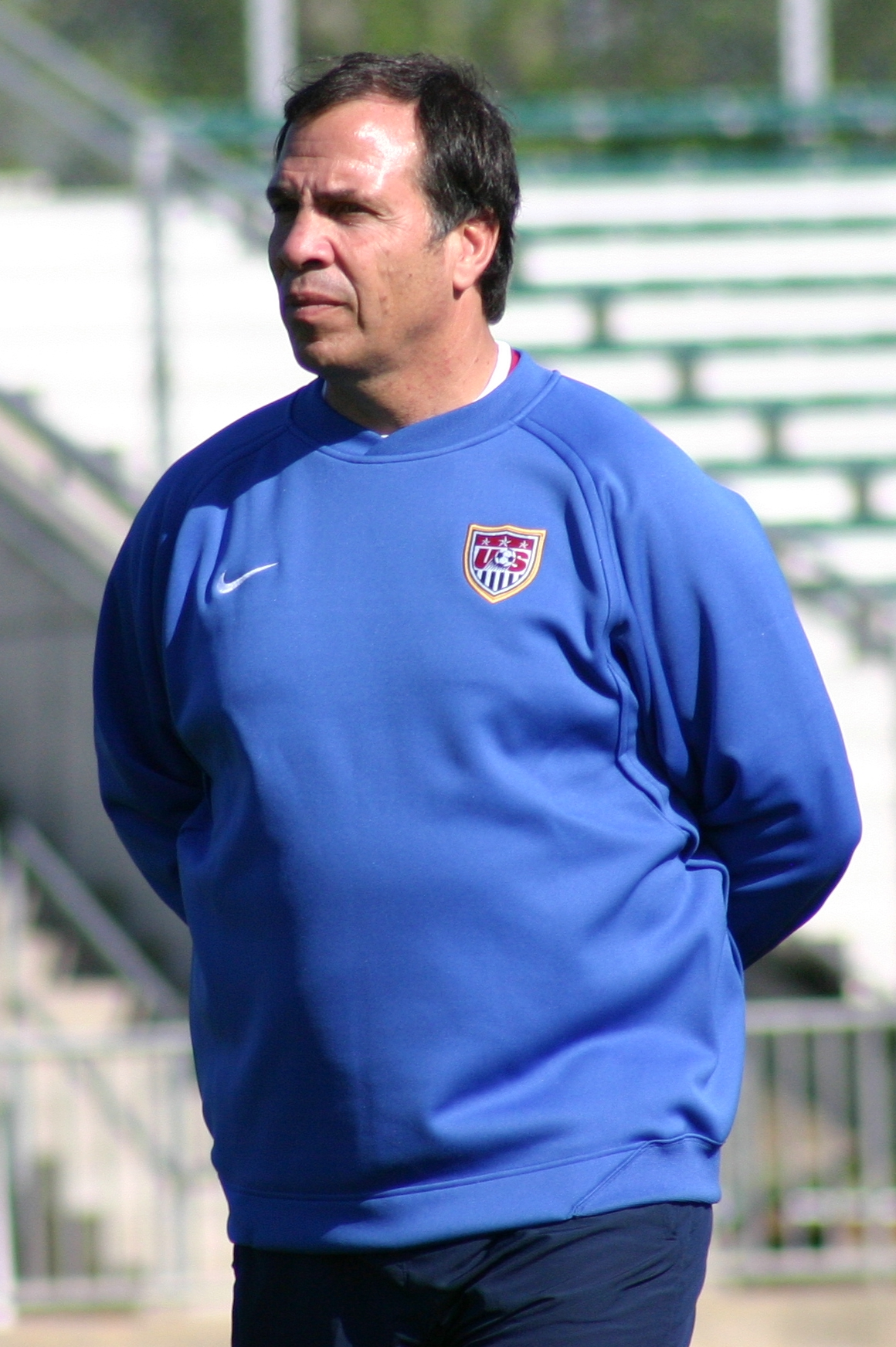
Bruce Arena

L'équipe joue ses matches à domicile au Red Bull Arena situé à Harrison, New Jersey. Lors de leur première saison, les MetroStars portaient des maillots noirs ou blancs puis, durant les autres saisons, les maillots à domicile contenaient des bandes verticales rouges et noires. Les MetroStars étaient connus sous le nom des MetroStars de New York/New Jersey jusqu'en 1997. À partir de cette année, le début du nom, NY/NJ a progressivement disparu jusqu'à ce que le club s'appelle les MetroStars.
Les MetroStars ont atteint par trois fois les demi-finales de l'US Open Cup (1997, 1998, 2000) avant d'enfin atteindre leur première finale en 2003, finale perdue un à zéro contre le Fire de Chicago. Le 26 août 2000, le joueur des MetroStars Clint Mathis a établi un nouveau record en MLS en inscrivant cinq buts dans le même match face au FC Dallas.

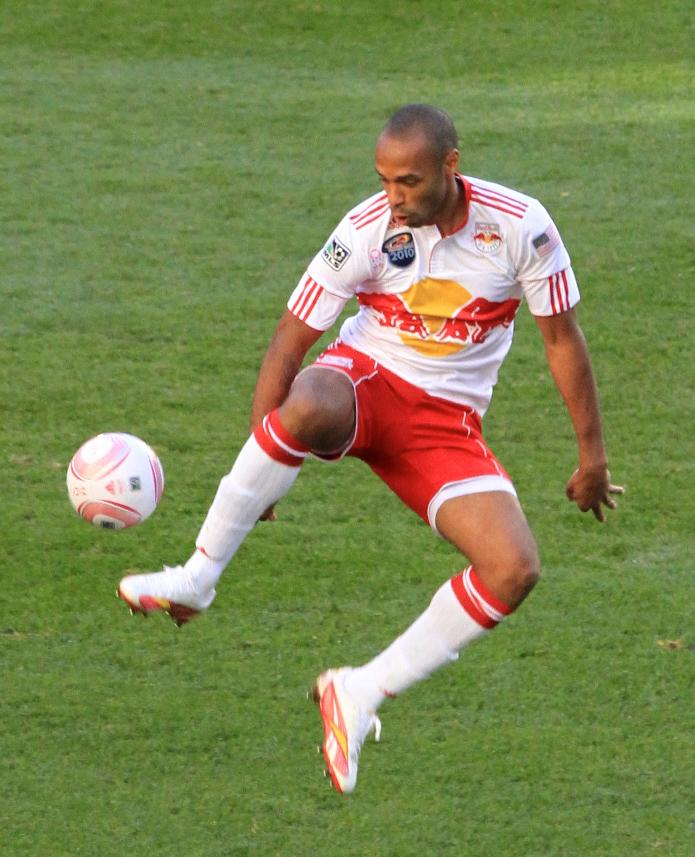
Thierry Henry

Le principal et plus grand rival de l'équipe est le club de D.C. United contre qui ils sont chaque année en compétition lors de l'Atlantic Cup, un titre mineur instauré par les deux clubs et que D.C. United a remporté sept fois sur huit. En 2006, Alecko Eskandarian, un ancien joueur de Washington, est allé jusqu'à boire une boisson Red Bull après un but puis a jeté la canette sur le terrain comme une provocation envers le club new-yorkais qui avait récemment changé de nom. Il a été condamné par la Commission de discipline de la MLS à payer une amende de 250 $.
La rivalité entre ces deux clubs est peut-être la plus importante des États-Unis. Les autres rivaux du club sont le Revolution de la Nouvelle-Angleterre et le Fire de Chicago.
En 2006, l'équipe a été vendue au groupe Red Bull puis a été renommée les Red Bulls de New York. Le groupe décide de construire un nouveau stade, le Red Bull Arena qui a ouvert le 20 mars 2010 à l'occasion de la reprise du championnat régulier. Les couleurs de l'équipe sont maintenant le rouge, le blanc et le bleu.
Quelques grands joueurs sont passés par le club comme Roberto Donadoni, Lothar Matthäus, Adolfo Valencia, Youri Djorkaeff, Amado Guevara. L'équipe a aussi été entraînée par de grands entraîneurs tels que Carlos Queiroz, Carlos Alberto Parreira, Bora Milutinović, Bob Bradley, Mo Johnston ou encore Bruce Arena. L'équipe a aussi enregistré le passage de stars américaines : Tony Meola, Tab Ramos, Tim Howard, Alexi Lalas, Clint Mathis, et Eddie Pope ont tous joué pour le club. Le 14 juillet 2010, l'international français Thierry Henry rejoint les Red Bulls en tant que joueur désigné. Notons aussi l'arrivée du mexicain Rafael Márquez et du brésilien Juninho.
Ce n'est qu'après 18 saisons en Major League Soccer que les Red Bulls remportent leur premier titre national avec le Supporters' Shield 2013, terminant premier à l'issue de la saison régulière.

## Palmarès et résultats

### Palmarès
| Compétitions nationales | Compétitions internationales                                                                              | Trophées mineurs |
| --- | --- | --- |
| - Coupe MLS - Finaliste : 2008 et 2024. - Supporters' Shield (3) - Vainqueur : 2013, 2015 et 2018. - Conférence Est de MLS (1) - Vainqueur : 2008. - US Open Cup - Finaliste : 2003 et 2017. | - Ligue des champions de la CONCACAF - Cinq participations. - Meilleur parcours : Demi-finaliste en 2018. | - Atlantic Cup (13) - Vainqueur : 1997, 2000, 2001, 2003, 2010, 2011, 2013, 2015, 2017, 2018, 2019, 2020 et 2022. - La Manga Cup (1) - Vainqueur : 2004. - Walt Disney World Pro Soccer Classic (1) - Vainqueur : 2010. - Emirates Cup (1) - Vainqueur : 2011. |

### Bilan par saison
| Saison | Saison régulière | Saison régulière | Saison régulière | Saison régulière | Saison régulière | Saison régulière | Saison régulière | Position | Position | Coupe MLS                 | US Open Cup         | Ligue des champions CONCACAF | Affl. moy. saison régulière | Affl. moy. séries éliminat. |
| Saison | M                | V                | N                | D                | BP               | BC               | Pts              | Conf.    | Ligue    | Coupe MLS                 | US Open Cup         | Ligue des champions CONCACAF | Affl. moy. saison régulière | Affl. moy. séries éliminat. |
| ------ | ---------------- | ---------------- | ---------------- | ---------------- | ---------------- | ---------------- | ---------------- | -------- | -------- | ------------------------- | ------------------- | ---------------------------- | --------------------------- | --------------------------- |
| 1996   | 32               | 15               | -                | 17               | 45               | 47               | 39               | 3e/5     | 7e/10    | Demi-finale de conférence | Non inscrit         | Non qualifié                 | 23 898                      | 14 416                      |
| 1997   | 32               | 13               | -                | 19               | 43               | 53               | 35               | 5e/5     | 9e/10    | Non qualifié              | Demi-finale         | Non qualifié                 | 16 899                      | N/A                         |
| 1998   | 32               | 15               | -                | 17               | 57               | 63               | 39               | 3e/6     | 6e/12    | Demi-finale de conférence | Demi-finale         | Non qualifié                 | 16 520                      | 11 686                      |
| 1999   | 32               | 7                | -                | 25               | 32               | 64               | 15               | 6e/6     | 12e/12   | Non qualifié              | Troisième tour      | Non qualifié                 | 14 706                      | N/A                         |
| 2000   | 32               | 17               | 3                | 12               | 64               | 56               | 54               | 1er/4    | 3e/12    | Demi-finale               | Demi-finale         | Non qualifié                 | 17 621                      | 15 172                      |
| 2001   | 26               | 13               | 3                | 10               | 38               | 35               | 42               | 2e/4     | 6e/12    | Quart de finale           | Deuxième tour       | Non qualifié                 | 20 806                      | 12 817                      |
| 2001   | 26               | 13               | 3                | 10               | 38               | 35               | 42               | 2e/4     | 6e/12    | Quart de finale           | Deuxième tour       | Phase de groupes (CM)        | 20 806                      | 12 817                      |
| 2002   | 28               | 11               | 2                | 15               | 41               | 47               | 35               | 4e/5     | 9e/10    | Non qualifié              | Quart de finale     | Non qualifié                 | 18 148                      | N/A                         |
| 2003   | 30               | 11               | 9                | 10               | 40               | 40               | 42               | 3e/5     | 5e/10    | Demi-finale de conférence | Finale              | Non qualifié                 | 15 822                      | 10 211                      |
| 2004   | 30               | 11               | 7                | 12               | 47               | 49               | 40               | 3e/5     | 6e/10    | Demi-finale de conférence | Quatrième tour      | Non qualifié                 | 17 194                      | 11 161                      |
| 2005   | 32               | 12               | 11               | 9                | 53               | 49               | 47               | 4e/6     | 6e/12    | Demi-finale de conférence | Quatrième tour      | Non qualifié                 | 15 077                      | 10 003                      |
| 2006   | 32               | 9                | 12               | 11               | 41               | 41               | 39               | 4e/6     | 8e/12    | Demi-finale de conférence | Quart de finale     | Non qualifié                 | 14 570                      | 14 570                      |
| 2007   | 30               | 12               | 7                | 11               | 47               | 45               | 43               | 3e/7     | 6e/13    | Demi-finale de conférence | Non qualifié        | Non qualifié                 | 16 530                      | 14 165                      |
| 2008   | 30               | 10               | 9                | 11               | 42               | 48               | 39               | 5e/7     | 8e/14    | Finale                    | Troisième tour      | Non qualifié                 | 16 967                      | 11 578                      |
| 2009   | 30               | 5                | 6                | 19               | 27               | 47               | 21               | 7e/7     | 15e/15   | Non qualifié              | Non qualifié        | Tour préliminaire            | 12 229                      | N/A                         |
| 2010   | 30               | 15               | 6                | 9                | 38               | 29               | 51               | 1er/8    | 3e/16    | Demi-finale de conférence | Troisième tour      | Non qualifié                 | 18 441                      | 22 839                      |
| 2011   | 34               | 10               | 16               | 8                | 50               | 44               | 46               | 5e/9     | 10e/18   | Demi-finale de conférence | Quart de finale     | Non qualifié                 | 19 691                      | 22 663                      |
| 2012   | 34               | 16               | 9                | 9                | 57               | 46               | 57               | 3e/10    | 4e/19    | Demi-finale de conférence | Quatrième tour      | Non qualifié                 | 18 281                      | 14 035                      |
| 2013   | 34               | 17               | 8                | 9                | 58               | 41               | 59               | 1er/10   | 1er/19   | Demi-finale de conférence | Quatrième tour      | Non qualifié                 | 19 460                      | 22 264                      |
| 2014   | 34               | 13               | 11               | 10               | 55               | 50               | 50               | 4e/10    | 8e/19    | Finale de conférence      | Quatrième tour      | Phase de groupes             | 19 421                      | 21 527                      |
| 2015   | 34               | 18               | 6                | 10               | 62               | 43               | 60               | 1er/10   | 1er/20   | Finale de conférence      | Quart de finale     | Non qualifié                 | 19 657                      | 25 219                      |
| 2016   | 34               | 16               | 9                | 9                | 61               | 44               | 57               | 1er/10   | 3e/20    | Demi-finale de conférence | Huitièmes de finale | Non qualifié                 | 20 620                      | 24 314                      |
| 2017   | 34               | 14               | 8                | 12               | 53               | 47               | 50               | 6e/11    | 9e/22    | Demi-finale de conférence | Finale              | Quart de finale              | 21 175                      | 18 107                      |
| 2018   | 34               | 22               | 5                | 7                | 62               | 33               | 71               | 1er/11   | 1er/23   | Finale de conférence      | Huitièmes de finale | Demi-finale                  | 18 644                      | 22 463                      |
| 2019   | 34               | 14               | 6                | 14               | 53               | 51               | 48               | 6e/12    | 12e/24   | Premier tour              | Quatrième tour      | Quart de finale              | 17 281                      | N/A                         |
| 2020   | 23               | 9                | 5                | 9                | 29               | 31               | 32               | 6e/14    | 13e/26   | Premier tour              | Annulée             | Non qualifié                 | 15 703                      | N/A                         |
| 2021   | 34               | 13               | 9                | 12               | 39               | 33               | 48               | 7e/14    | 14e/27   | Premier tour              | Non tenue           | Non qualifié                 | 12 558                      | N/A                         |
| 2022   | 34               | 15               | 8                | 11               | 50               | 41               | 53               | 4e/14    | 6e/28    | Premier tour              | Demi-finale         | Non qualifié                 | 17 002                      | 17 113                      |

#### Meilleurs buteurs par saison
| Saison | Meilleurs buteurs | Meilleurs buteurs |
| Saison | Joueurs           | Buts              |
| ------ | ----------------- | ----------------- |
| 1996   | Giovanni Savarese | 13                |
| 1997   | Giovanni Savarese | 14                |
| 1998   | Giovanni Savarese | 14                |
| 1999   | Eduardo Hurtado   | 7                 |
| 2000   | Adolfo Valencia   | 16                |
| 2001   | Rodrigo Faria     | 8                 |
| 2002   | Rodrigo Faria     | 12                |
| 2003   | Clint Mathis      | 9                 |
| 2004   | Amado Guevara     | 10                |

| Saison | Meilleurs buteurs | Meilleurs buteurs |
| Saison | Joueurs           | Buts              |
| ------ | ----------------- | ----------------- |
| 2005   | Amado Guevara     | 11                |
| 2006   | Amado Guevara     | 8                 |
| 2007   | Juan Pablo Ángel  | 19                |
| 2008   | Juan Pablo Ángel  | 14                |
| 2009   | Juan Pablo Ángel  | 12                |
| 2010   | Juan Pablo Ángel  | 13                |
| 2011   | Thierry Henry     | 14                |
| 2012   | Kenny Cooper      | 18                |
| 2013   | Tim Cahill        | 11                |

| Saison | Meilleurs buteurs       | Meilleurs buteurs |
| Saison | Joueurs                 | Buts              |
| ------ | ----------------------- | ----------------- |
| 2014   | Bradley Wright-Phillips | 27                |
| 2015   | Bradley Wright-Phillips | 17                |
| 2016   | Bradley Wright-Phillips | 24                |
| 2017   | Bradley Wright-Phillips | 23                |
| 2018   | Bradley Wright-Phillips | 24                |
| 2019   | Daniel Royer            | 14                |
| 2020   | Brian White             | 6                 |
| 2021   | Patryk Klimala          | 8                 |
| 2022   | Lewis Morgan            | 18                |

## Identité du club

### Changements de nom
- 1995 : Empire Soccer Club
- 1995-1997 : New York/New Jersey MetroStars
- 1998-2005 : MetroStars
- depuis 2006 : Red Bulls de New York

### Année par année
Il s'agit d'une liste partielle des cinq dernières saisons complétées par les Red Bulls. Pour l'histoire complète saison par saison, voir Liste des saisons des New York Red Bulls.
| Saison | Ligue | Ligue | Ligue | Ligue | Ligue | Ligue | Ligue | Ligue | Ligue | Ligue | Ligue | Position | Position | Playoffs | USOC | Continental / Autres               | Continental / Autres | Moyenne affluence | Meilleur(s) buteur(s)   | Meilleur(s) buteur(s) |
| Saison | Div   | Ligue | J     | V     | D     | N     | BP    | BC    | Diff  | Pts   | PPG   | Conf.    | Général  | Playoffs | USOC | Continental / Autres               | Continental / Autres | Moyenne affluence | Nom(s)                  | Buts                  |
| ------ | ----- | ----- | ----- | ----- | ----- | ----- | ----- | ----- | ----- | ----- | ----- | -------- | -------- | -------- | ---- | ---------------------------------- | -------------------- | ----------------- | ----------------------- | --------------------- |
| 2016   | 1     | MLS   | 34    | 16    | 9     | 9     | 61    | 44    | +17   | 57    | 1.68  | 1er      | 3e       | QF       | R5   | Ligue des champions de la CONCACAF | QF                   | 20,620            | Bradley Wright-Phillips | 25♦                   |
| 2017   | 1     | MLS   | 34    | 14    | 12    | 8     | 53    | 47    | +6    | 50    | 1.47  | 6e       | 9e       | QF       | RU   | DNQ                                | DNQ                  | 21,175            | Bradley Wright-Phillips | 24                    |
| 2018   | 1     | MLS   | 34    | 22    | 7     | 5     | 62    | 33    | +29   | 71    | 2.09  | 1er      | 1er      | SF       | R5   | Ligue des champions de la CONCACAF | SF                   | 18,644            | Bradley Wright-Phillips | 24                    |
| 2019   | 1     | MLS   | 34    | 14    | 14    | 6     | 53    | 51    | +2    | 48    | 1.41  | 6e       | 12e      | R1       | R4   | Ligue des champions de la CONCACAF | QF                   | 17,281            | Daniel Royer            | 14                    |
| 2020   | 1     | MLS   | 23    | 9     | 9     | 5     | 29    | 31    | −2    | 32    | 1.39  | 6e       | 13e      | R1       | NH   | Leagues Cup Tournoi MLS is Back    | NH GS                | 15,703            | Brian White             | 6                     |
| 2021   | 1     | MLS   | 34    | 13    | 12    | 9     | 39    | 33    | +6    | 48    | 1.41  | 7e       | 14e      | R1       | NH   | DNQ                                | DNQ                  | 12,558            | Patryk Klimala          | 8                     |

1. Affluence moyenne inclut les statistiques des matchs de championnat uniquement. 2. Meilleur(s) buteur(s) inclut tous les buts marqués en Ligue, Éliminatoires de la Coupe MLS, Coupe des États-Unis de soccer, Tournoi MLS is Back, Ligue des champions de la CONCACAF, Coupe du monde des clubs de la FIFA, et autres matchs continentaux compétitifs.

## Affluence moyenne
| Année | Saison régulière | Éliminatoires |
| ----- | ---------------- | ------------- |
| 1996  | 23,898           | 14,416        |
| 1997  | 16,899           | N/A           |
| 1998  | 16,520           | 11,686        |
| 1999  | 14,706           | N/A           |
| 2000  | 17,621           | 15,172        |
| 2001  | 20,806           | 12,817        |
| 2002  | 18,148           | N/A           |
| 2003  | 15,822           | 10,211        |
| 2004  | 17,194           | 11,161        |
| 2005  | 15,077           | 10,003        |
| 2006  | 14,570           | 14,570        |
| 2007  | 16,530           | 14,165        |
| 2008  | 16,967           | 11,578        |
| 2009  | 12,229           | N/A           |
| 2010  | 18,441           | 22,839        |
| 2011  | 19,691           | 22,663        |
| 2012  | 18,281           | 14,035        |
| 2013  | 19,460           | 22,264        |
| 2014  | 19,421           | 21,527        |
| 2015  | 19,657           | 25,219        |
| 2016  | 20,620           | 24,314        |
| 2017  | 21,175           | 18,107        |
| 2018  | 18,601           | 22,789        |
| 2019  | 17,281           | N/A           |
| 2020  | 15,703           | N/A           |
| 2021  | 13,161           | N/A           |
| 2022  | 17,002           | 17,113        |
| 2023  | 18,246           | 16,074        |

### Logos

MetroStars (1996-2002)
MetroStars (2002-2005)
NY Red Bulls (2005-)

## Joueurs et personnalités du club

### Dirigeants
Le tableau suivant présente la liste des dirigeants du club depuis 1996.
| Rang | Nom                        | Période   |
| ---- | -------------------------- | --------- |
| 1    | Charlie Stillitano         | 1996-1999 |
| 2    | Nick Sakiewicz             | 2000-2005 |
| 3    | Alexi Lalas                | 2005-2006 |
| 4    | Marc de Grandpre (intérim) | 2006      |

| Rang | Nom                                | Période   |
| ---- | ---------------------------------- | --------- |
| 5    | Bruce Arena                        | 2006-2007 |
| 6    | Jeff Agoos                         | 2008-2009 |
| 7    | Erik Solér                         | 2009-2012 |
| 8    | Jérôme de Bontin (manager général) | 2012-2014 |

| Rang | Nom                               | Période   |
| ---- | --------------------------------- | --------- |
| 9    | Andy Roxburgh (directeur sportif) | 2012-2014 |
| 10   | Ali Curtis (directeur sportif)    | 2015-     |

### Entraîneurs
Le tableau suivant présente la liste des entraîneurs du club depuis 1996.
| Rang | Entraîneur                | Nationalité    | Début             | Fin               | Matchs | Victoires | Nuls | Défaites | % victoires | Palmarès                     |
| ---- | ------------------------- | -------------- | ----------------- | ----------------- | ------ | --------- | ---- | -------- | ----------- | ---------------------------- |
| 1    | Eddie Firmani             | Italie         | 1er janvier 1996  | 24 mai 1996       | 8      | 1         | 2    | 5        | 12.5%       |                              |
| 2    | Carlos Queiroz            | Portugal       | 27 mai 1996       | 3 octobre 1996    | 27     | 11        | 4    | 12       | 40.74%      |                              |
| 3    | Carlos Alberto Parreira   | Brésil         | 2 janvier 1997    | 11 décembre 1997  | 35     | 13        | 4    | 18       | 37.14%      |                              |
| 4    | Alfonso Mondelo           | Espagne        | 14 janvier 1998   | 21 septembre 1998 | 34     | 14        | 2    | 18       | 41.18%      |                              |
| 5    | Bora Milutinović          | Yougoslavie    | 21 septembre 1998 | 29 octobre 1999   | 36     | 4         | 10   | 22       | 11.11%      |                              |
| 6    | Octavio Zambrano          | Équateur       | 29 novembre 1999  | 8 octobre 2002    | 105    | 51        | 10   | 46       | 48.57%      |                              |
| 7    | Bob Bradley               | États-Unis     | 22 octobre 2002   | 4 octobre 2005    | 100    | 36        | 27   | 37       | 36%         |                              |
| 8    | Mo Johnston               | Écosse         | 4 octobre 2005    | 27 juin 2006      | 17     | 5         | 8    | 4        | 29.41%      |                              |
| 9    | Richie Williams (intérim) | États-Unis     | 27 juin 2006      | 18 juillet 2006   | 5      | 1         | 1    | 3        | 20%         |                              |
| 10   | Bruce Arena               | États-Unis     | 18 juillet 2006   | 5 novembre 2007   | 52     | 19        | 13   | 20       | 36.54%      |                              |
| 11   | Juan Carlos Osorio        | Colombie       | 18 décembre 2007  | 21 août 2009      | 61     | 15        | 15   | 31       | 24.59%      |                              |
| 12   | Richie Williams (intérim) | États-Unis     | 21 août 2009      | 7 janvier 2010    | 8      | 3         | 2    | 3        | 37.5%       |                              |
| 13   | Hans Backe                | Suède          | 7 janvier 2010    | 9 novembre 2012   | 113    | 48        | 32   | 33       | 42.48%      |                              |
| 14   | Mike Petke                | États-Unis     | 9 novembre 2012,  | 7 janvier 2015    | 82     | 34        | 23   | 25       | 41.46%      | 1x Supporters' Shield (2013) |
| 15   | Jesse Marsch              | États-Unis     | 7 janvier 2015    | 6 juillet 2018    | 151    | 75        | 32   | 44       | 49.67%      | 1x Supporters' Shield (2015) |
| 16   | Chris Armas               | États-Unis     | 6 juillet 2018    | 4 septembre 2020  | 71     | 33        | 11   | 27       | 46.48%      | 1x Supporters' Shield (2018) |
| 17   | Bradley Carnell (intérim) | Afrique du Sud | 5 septembre 2020  | 6 octobre 2020    | 14     | 6         | 3    | 5        | 42.86%      |                              |
| 18   | Gerhard Struber           | Autriche       | 6 octobre 2020    | 8 mai 2023        | 87     | 33        | 23   | 31       | 37.93%      |                              |
| 19   | Troy Lesesne (en)         | États-Unis     | 8 mai 2023        | 14 novembre 2023  | 0      | 0         | 0    | 0        | %           |                              |
| 20   | Sandro Schwarz            | Allemagne      | 14 décembre 2023  |                   | 0      | 0         | 0    | 0        | %           |                              |

### Maillots retirés
- 99 –  Bradley Wright-Phillips (attaquant, 2013–2019, 2022)[39],[40]

### Responsables administratifs
| Poste                                  | Nom              |
| -------------------------------------- | ---------------- |
| Directeur général de Red Bull New York | Marc de Grandpré |
| Chef de Red Bull Global Soccer         | Oliver Mintzlaff |

#### Joueurs prêtés
Le tableau suivant liste les joueurs en prêt pour la saison 2023.
| N° | P. | Nat. | Nom | Date de naissance | Sélection | Club en prêt |
| -- | -- | ---- | --- | ----------------- | --------- | ------------ |

## Développement des joueurs

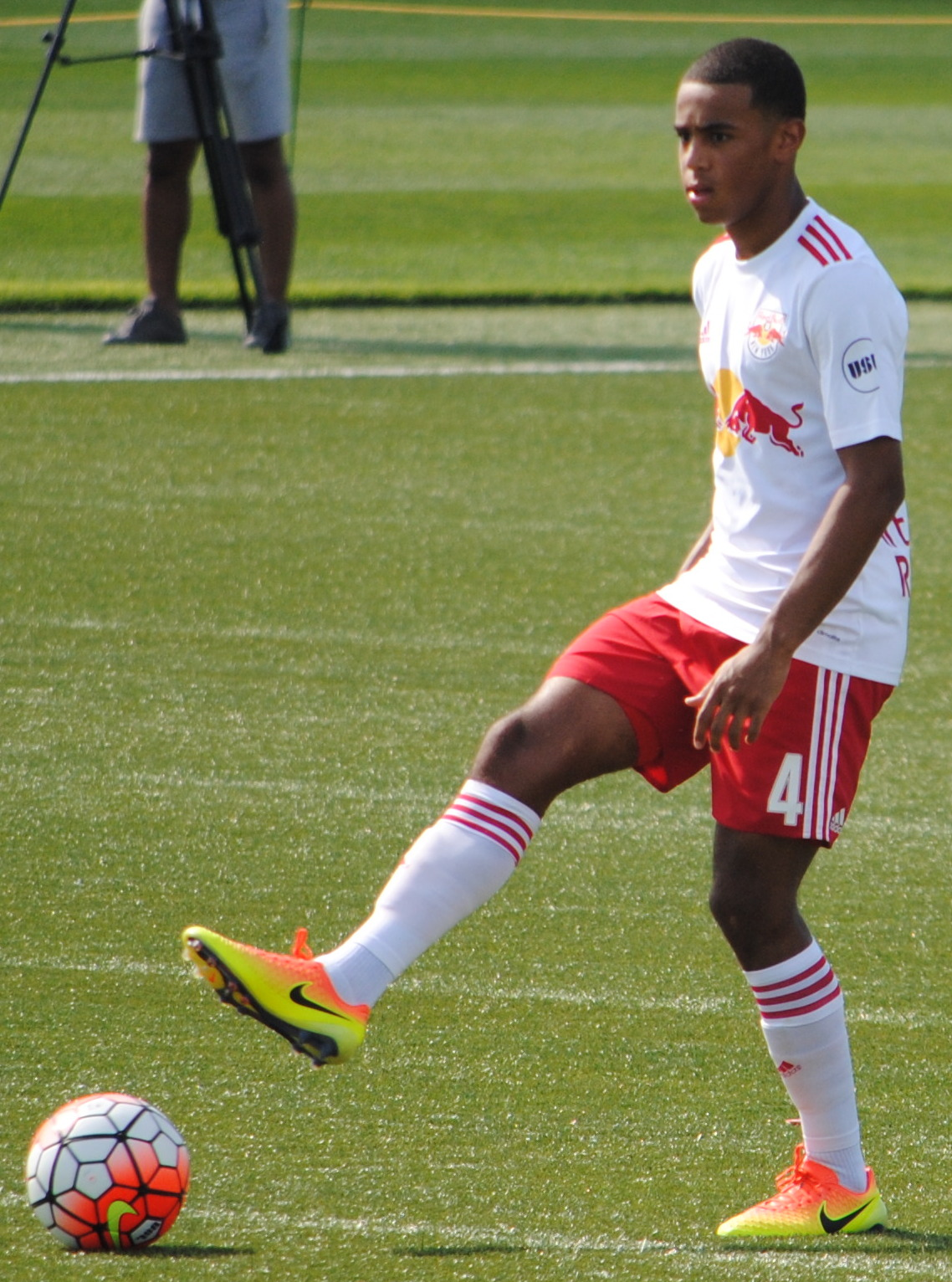
Ancien joueur de l'académie Tyler Adams qui a également joué avec les Red Bulls II de 2015 à 2016

### Red Bulls II de New York
Les Red Bulls II de New York ont été créés en 2015. Il s'agit d'une équipe réserve qui participe au USL Championship, le deuxième niveau de la pyramide du football américain. L'équipe dispute ses matchs à domicile au MSU Soccer Park at Pittser Field à Montclair, New Jersey.
L'équipe entièrement professionnelle a terminé sa première saison USL avec un bilan de 12–10–6 à la quatrième place de la Conférence Est. L'équipe a remporté son premier match de séries éliminatoires contre les Pittsburgh Riverhounds et est allée jusqu'en demi-finales de la Conférence Est lors des séries éliminatoires de l'USL en 2015.
Une équipe des New York Red Bulls principalement composée de joueurs des NYRB II a battu le Chelsea F.C. lors d'un match amical en 2015.
En 2016, les New York Red Bulls II ont battu les Swope Park Rangers 5–1 lors de la Finale de la United Soccer League 2016, remportant ainsi leur premier titre de champion de la United Soccer League et devenant la première équipe appartenant à la Major League Soccer à remporter le titre de la United Soccer League.
L'équipe était entraînée par l'ancien Red Bull et natif de New York John Wolyniec depuis sa création jusqu'à la fin de la saison 2021. Il a été remplacé par l'ancien directeur de l'académie des Seattle Sounders FC, Gary Lewis, avec pour objectif de faire passer l'équipe réserve à la nouvelle compétition MLS Next Pro en 2023. Lewis n'a pas réussi à tenir une demi-saison, l'ancien joueur des Red Bulls et assistant de longue date de l'équipe réserve, Ibrahim Sekagya, prenant alors temporairement la relève avant de se voir confier le poste de manière permanente avant la saison 2023.
Sekagya a été promu pour devenir entraîneur adjoint de l'équipe première et est resté entraîneur principal de l'équipe réserve en 2024.

### Académie

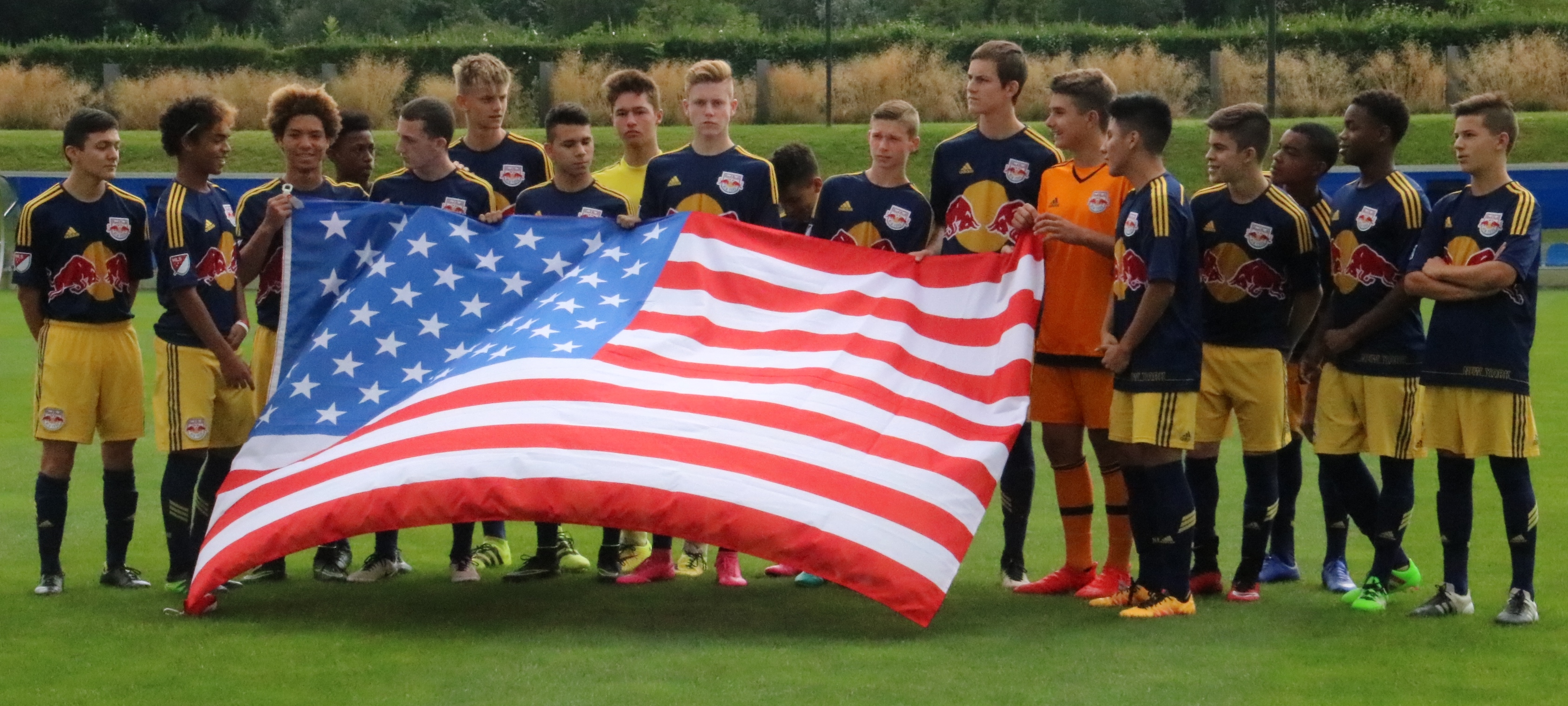
Trophée New York Red Bulls Next Generation 2016 à Salzbourg

L'Académie des New York Red Bulls est le système de jeunes multi-niveaux des New York Red Bulls. C'est le premier programme sans frais de la MLS qui offre un environnement d'entraînement professionnel de soccer aux jeunes joueurs de la région métropolitaine de New York. Les programmes de soccer sont exploités dans le cadre d'une approche globale du développement des joueurs. Le club a produit quatre joueurs de son académie (Sean Davis, Connor Lade, Alex Muyl et Omir Fernandez) ayant disputé au moins 100 matchs dans toutes les compétitions pour l'équipe de la MLS. En 2022, Tyler Adams est devenu le premier produit de l'académie du club à représenter les États-Unis lors d'une Coupe du Monde.

## Personnel historique

### Entraîneurs en chef
| Nom                         | Nationalité    | Mandat                              |
| --------------------------- | -------------- | ----------------------------------- |
| Eddie Firmani               | Italie         | 1er janvier 1996 – 24 mai 1996      |
| Carlos Queiroz              | Portugal       | 30 mai 1996 – 2 octobre 1996        |
| Carlos Alberto Parreira     | Brésil         | 30 décembre 1996 – 11 décembre 1997 |
| Alfonso Mondelo             | Espagne        | 14 janvier 1998 – 21 septembre 1998 |
| Bora Milutinović            | Yugoslavie     | 21 septembre 1998 – 29 octobre 1999 |
| Octavio Zambrano            | Équateur       | 29 novembre 1999 – 8 octobre 2002   |
| Bob Bradley                 | États-Unis     | 21 octobre 2002 – 4 octobre 2005    |
| Mo Johnston                 | Écosse         | 4 octobre 2005 – 27 juin 2006       |
| Richie Williams par intérim | États-Unis     | 28 juin 2006 – 18 juillet 2006      |
| Bruce Arena                 | États-Unis     | 18 juillet 2006 – 5 novembre 2007   |
| Juan Carlos Osorio          | Colombie       | 18 décembre 2007 – 21 août 2009     |
| Richie Williams par intérim | États-Unis     | 21 août 2009 – 7 janvier 2010       |
| Hans Backe                  | Suède          | 7 janvier 2010 – 9 novembre 2012    |
| Mike Petke                  | États-Unis     | 24 janvier 2013 – 7 janvier 2015    |
| Jesse Marsch                | États-Unis     | 7 janvier 2015 – 6 juillet 2018     |
| Chris Armas                 | États-Unis     | 6 juillet 2018 – 4 septembre 2020   |
| Bradley Carnell par intérim | Afrique du Sud | 4 septembre 2020 – 6 octobre 2020   |
| Gerhard Struber             | Autriche       | 6 octobre 2020 – 8 mai 2023         |
| Troy Lesesne                | États-Unis     | 8 mai 2023 – 14 novembre 2023       |
| Sandro Schwarz              | Allemagne      | 14 décembre 2023 – présent          |

### Directeurs généraux et directeurs sportifs
| Nom                | Nationalité | Mandat       |
| ------------------ | ----------- | ------------ |
| Charlie Stillitano | États-Unis  | 1996–1999    |
| Nick Sakiewicz     | États-Unis  | 2000–2005    |
| Alexi Lalas        | États-Unis  | 2005–2006    |
| Bruce Arena        | États-Unis  | 2006–2007    |
| Jeff Agoos         | États-Unis  | 2008–2009    |
| Erik Solér         | Norvège     | 2009–2012    |
| Andy Roxburgh      | Écosse      | 2012–2014    |
| Ali Curtis         | États-Unis  | 2014–2017    |
| Denis Hamlett      | Costa Rica  | 2017–2020    |
| Kevin Thelwell     | Angleterre  | 2020–2022    |
| Jochen Schneider   | Allemagne   | 2022–présent |

### Propriété
| Nom                           | Nationalité | Tenure       |
| ----------------------------- | ----------- | ------------ |
| John Kluge & Stuart Subotnick | États-Unis  | 1995–2001    |
| Anschutz Entertainment Group  | États-Unis  | 2001–2006    |
| Red Bull GmbH                 | Autriche    | 2006–présent |

## Infrastructures et aspects financiers

### Stades

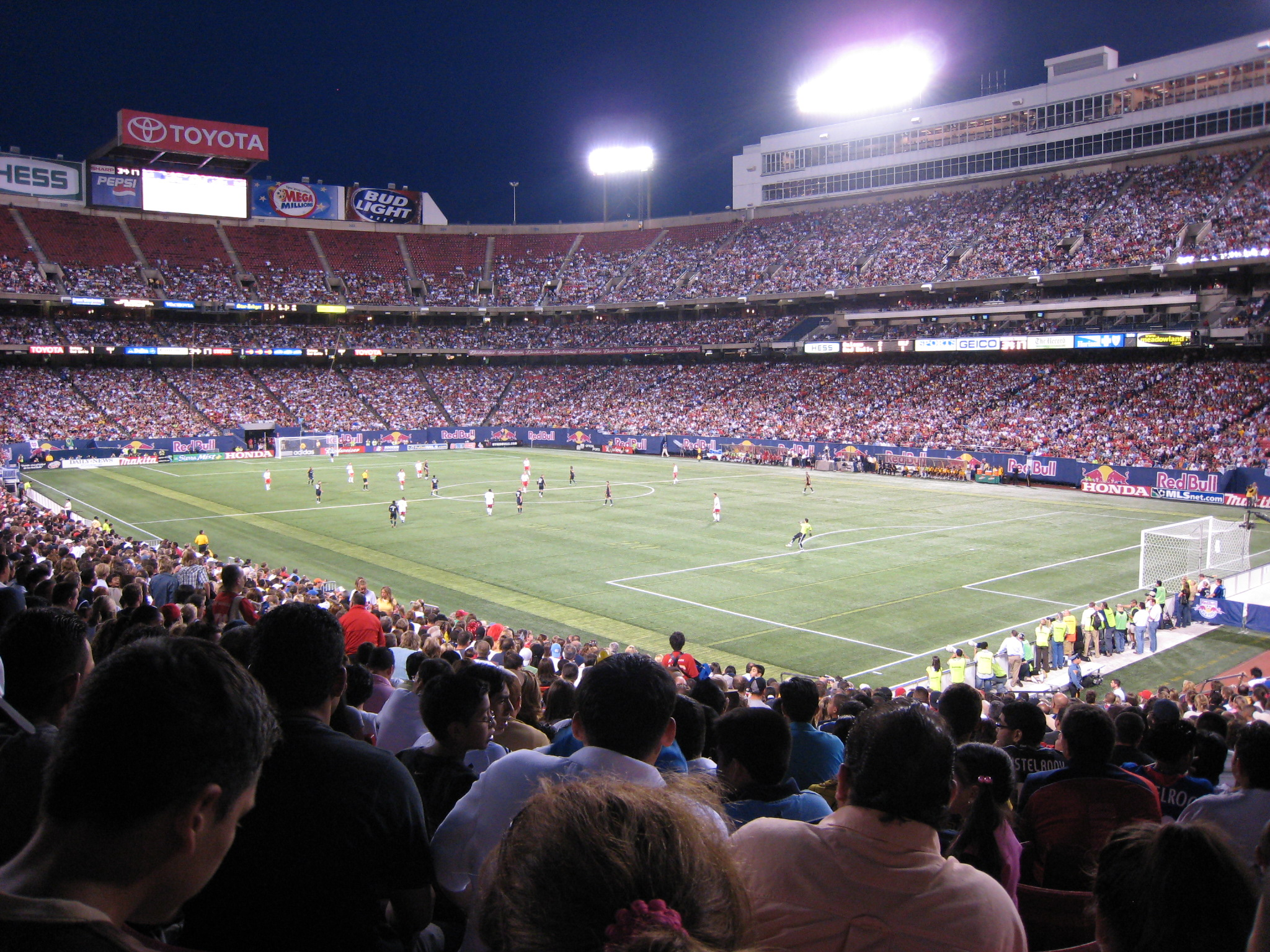
NY Red Bulls contre LA Galaxy avec 66.238 spectateurs

- 1996–2009 : Giants Stadium à East Rutherford, New Jersey (80 282 places).
- depuis 2010 : Red Bull Arena à Harrison, New Jersey (25 189 places).

### Propriétaires
Le tableau suivant présente la liste des propriétaires du club depuis 1995.
| Rang | Nom                           | Période   |
| ---- | ----------------------------- | --------- |
| 1    | John Kluge & Stuart Subotnick | 1995–2001 |
| 2    | Anschutz Entertainment Group  | 2001–2006 |
| 3    | Red Bull                      | 2006-     |

## Red Bulls II de New York

Logo des New York Red Bulls II.

Basés à Hanover, New Jersey, les Red Bulls II de New York évoluent en USL Championship, le deuxième niveau dans la hiérarchie nord-américaine. L'équipe est annoncée le 21 janvier 2015 comme l'équipe réserve des Red Bulls de New York.

### Histoire
La création de la franchise est officialisée le 21 janvier 2015 et évolue au Red Bull Arena, où l'équipe première joue ses rencontres en MLS, et au Columbia Soccer Stadium de Inwood. Le 2 mars suivant, un ancien joueur de la franchise, John Wolyniec, est nommé entraîneur-chef de l'équipe de USL. Pour sa rencontre inaugurale, le 28 mars, l'équipe II des Red Bulls obtient un verdict nul de 0-0 contre les Rhinos de Rochester. C'est Anatole Abang, un joueur prêté par l'équipe première, qui inscrit le premier but de l'histoire de la franchise lors d'une victoire 4-1 contre le Toronto FC II.

### Palmarès
| Compétitions nationales |
| - USL Cup (1) : - Vainqueur : 2016. - Saison régulière de United Soccer League (1) : - Vainqueur : 2016. - Conférence Est de USL (1) : - Vainqueur : 2016. |

### Bilan par saison
| Saison | Ligue | Saison régulière | Saison régulière | Saison régulière | Saison régulière | Saison régulière | Saison régulière | Saison régulière | Saison régulière | Position | Position | Séries                    | US Open Cup   |
| Saison | Ligue | M                | V                | N                | D                | BP               | BC               | Pts              | Aff.             | Conf.    | Ligue    | Séries                    | US Open Cup   |
| ------ | ----- | ---------------- | ---------------- | ---------------- | ---------------- | ---------------- | ---------------- | ---------------- | ---------------- | -------- | -------- | ------------------------- | ------------- |
| 2015   | USL   | 28               | 12               | 10               | 6                | 46               | 45               | 42               | 595              | 4e       | 10e      | Demi-finale de conférence | Deuxième tour |
| 2016   | USL   | 30               | 21               | 6                | 3                | 61               | 21               | 69               | 589              | 1er      | 1er      | Champion                  | Non éligible  |